# Orthogonioptilum solium
Orthogonioptilum solium är en fjärilsart som beskrevs av Thierry Bouyer 1989. Orthogonioptilum solium ingår i släktet Orthogonioptilum och familjen påfågelsspinnare. Inga underarter finns listade i Catalogue of Life.